# Mycena austromaculata
Mycena austromaculata är en svampart som beskrevs av Grgur. & T.W. May 1997. Mycena austromaculata ingår i släktet Mycena och familjen Mycenaceae.   Inga underarter finns listade i Catalogue of Life.